# أمير ألي
أمير ألي (بالسويدية: Amir Aly)‏ هو كاتب أغاني ومنتج أسطوانات سويدي، ولد في 21 يوليو 1976 في لوند في السويد.

## وصلات خارجية
- أمير ألي على موقع ميوزك برينز (الإنجليزية)
- أمير ألي على موقع ميوزك برينز (الإنجليزية)